# رودني فيرن
رودني فيرن (بالإنجليزية: Rodney Fern)‏ هو لاعب كرة قدم بريطاني، ولد في 13 ديسمبر 1948 في Burton upon Trent ‏ في المملكة المتحدة، وتوفي في 16 يناير 2018 بسبب خرف. لعب مع ليستر سيتي ونادي تشيسترفيلد ونادي روذرهام يونايتد ونادي لوتون تاون.